# Knochenmühle
In einer Knochenmühle werden menschliche oder tierische Knochen durch Mahlen oder Stampfen zerkleinert. Knochenmühlen sind heute hauptsächlich in Krematorien in Gebrauch. Im vor allem 19. Jahrhundert wurden überwiegend Tierknochen zerkleinert, das gewonnene Knochenmehl wurde als organischer Dünger in der Landwirtschaft eingesetzt. Der Begriff Knochenmühle findet im übertragenen Sinne Verwendung für in besonderem Maße aufreibende bis zerstörerische Lebenssituationen.

## Gewinnung von Knochenmehl

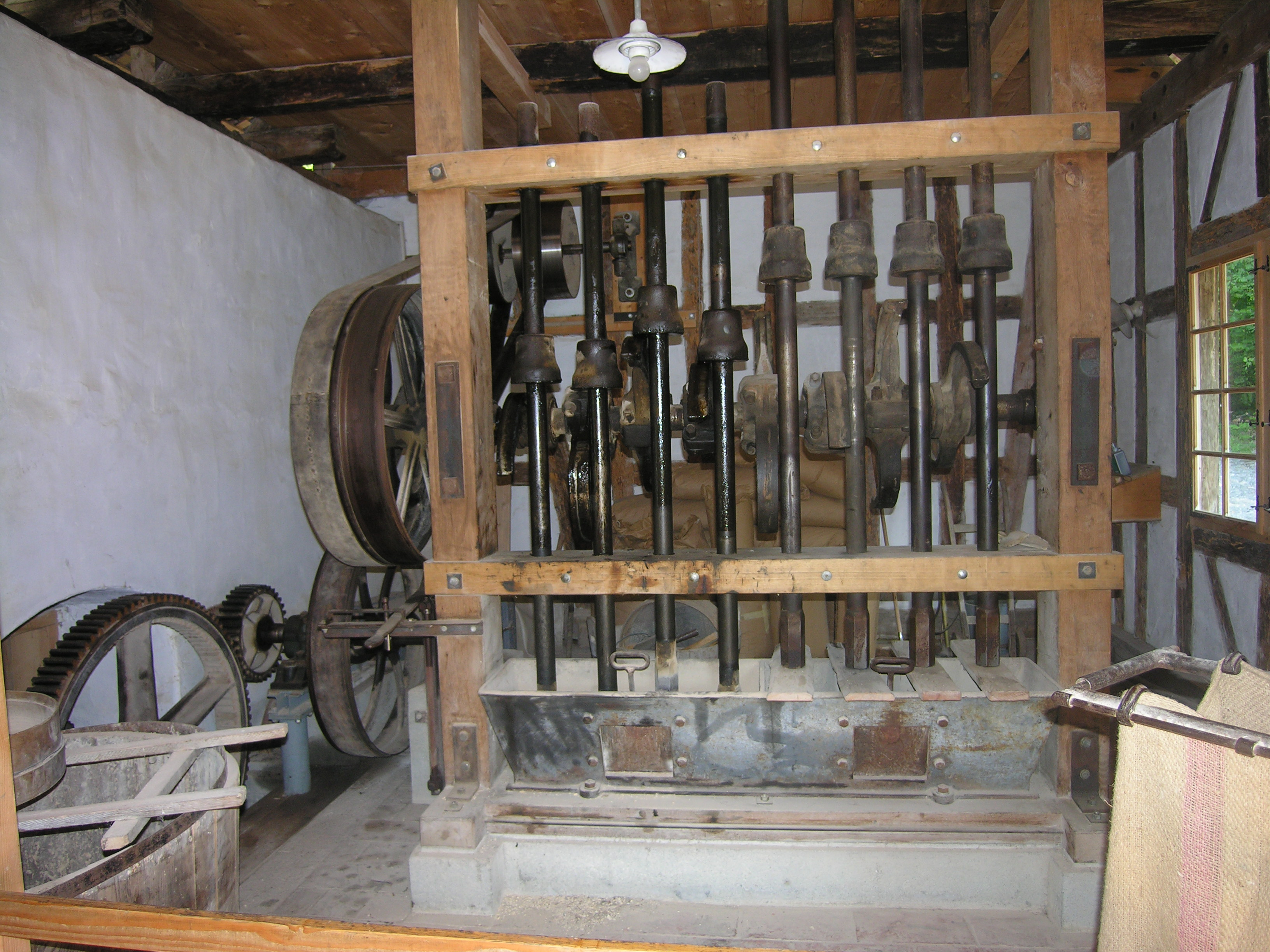
Wassergetriebene Knochenmühle im Freilichtmuseum Ballenberg, Schweiz

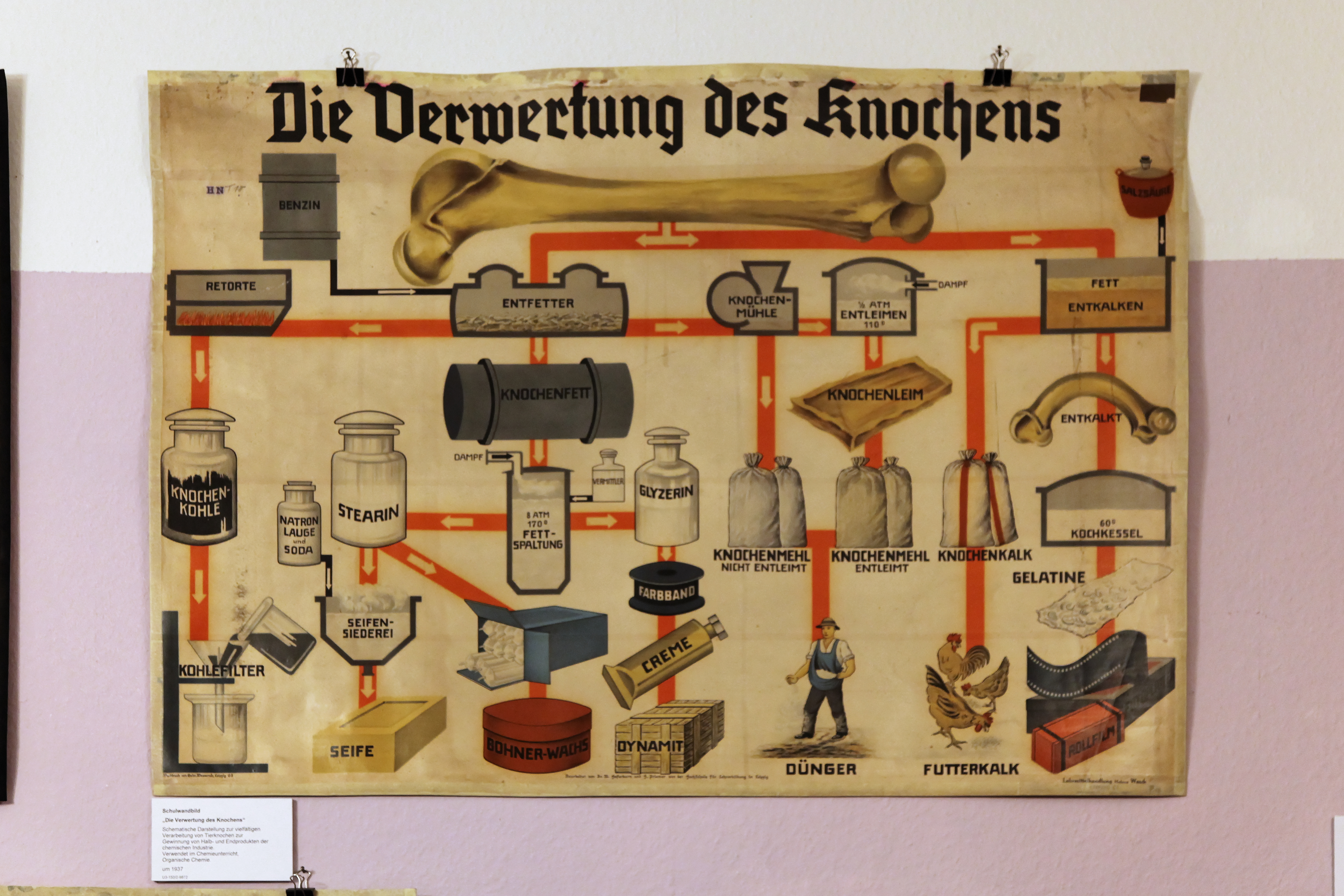
Schulwandbild „Die Verwertung des Knochens“, um 1937

Knochenmühlen gibt es seit der frühen Neuzeit. Im beginnenden 19. Jahrhundert, als die traditionelle Dreifelderwirtschaft durch moderne agrarische Bewirtschaftung unter Einsatz von Düngemitteln ersetzt wurde, wurde Knochenmehl als Dünger im industriellen Maßstab hergestellt. Knochenmehl eignet sich aufgrund seiner Mineralhaltigkeit und chemischen Zusammensetzung gut als Pflanzendünger.
Um 1828 gab es im Rheinland 29 Knochenmühlen, davon die meisten im Bergischen Land. Üblicherweise wurden diese durch Wasserkraft angetrieben.
In der Mühle von Kings Lynn in England wurden die ausgegrabenen Überreste von Friedhöfen und Grabstätten aus Hamburg verwertet. Ein ökonomisches Lexikon aus dem Jahr 1853 vermerkt: „In England, Belgien und Frankreich ist bis jetzt das Düngen mit Knochenmehl am allgemeinsten und die Engländer haben noch bis in die neueste Zeit ganze Schiffsladungen Knochen aus Deutschland, selbst 1816 von dem Schlachtfelde bei Waterloo, geholt [...].“ Die Knochen wurden teilweise über Hunderte von Kilometern mittels Karren antransportiert (z. B. aus Ostpreußen zur Bücheler Knochenmühle bei Kürten) und anschließend bis zu zwei Jahre zum Trocknen gelagert. Die so abgelagerten und anschließend gemahlenen Knochen wurden teilweise auch als Hühnerfutter verwertet, das Knochenöl war in der Feinmechanik sehr begehrt.
Ab 1900 wurde das Knochenmehl nach und nach durch das Thomasmehl ersetzt, das bei der Stahlproduktion anfällt. In der Zeit des Nationalsozialismus förderten die Machthaber im Sinne ihres Konzepts der Autarkie eigenproduzierte Düngemittel und Knochenmühlen wurden erneut eingesetzt. Nach dem Zweiten Weltkrieg schlossen fast alle Knochenmühlen. 

### Erhaltene historische Knochenmühlen
In Westfalen sind noch wenige Knochenmühlen erhalten, darunter die Knochenmühle in Fretter bei Finnentrop, die Knochenmühle Meinerzhagen-Mühlhofe und die Knochenmühle in Isingheim. Im Erzgebirge die Knochenstampfe Dorfchemnitz.
Bei Göttingen weist der Name „Knochenmühle“ nur noch auf den ehemaligen Zweck eines historischen Gebäudes hin, das heute ein Restaurant beherbergt.

## NS-Vernichtungsstätten

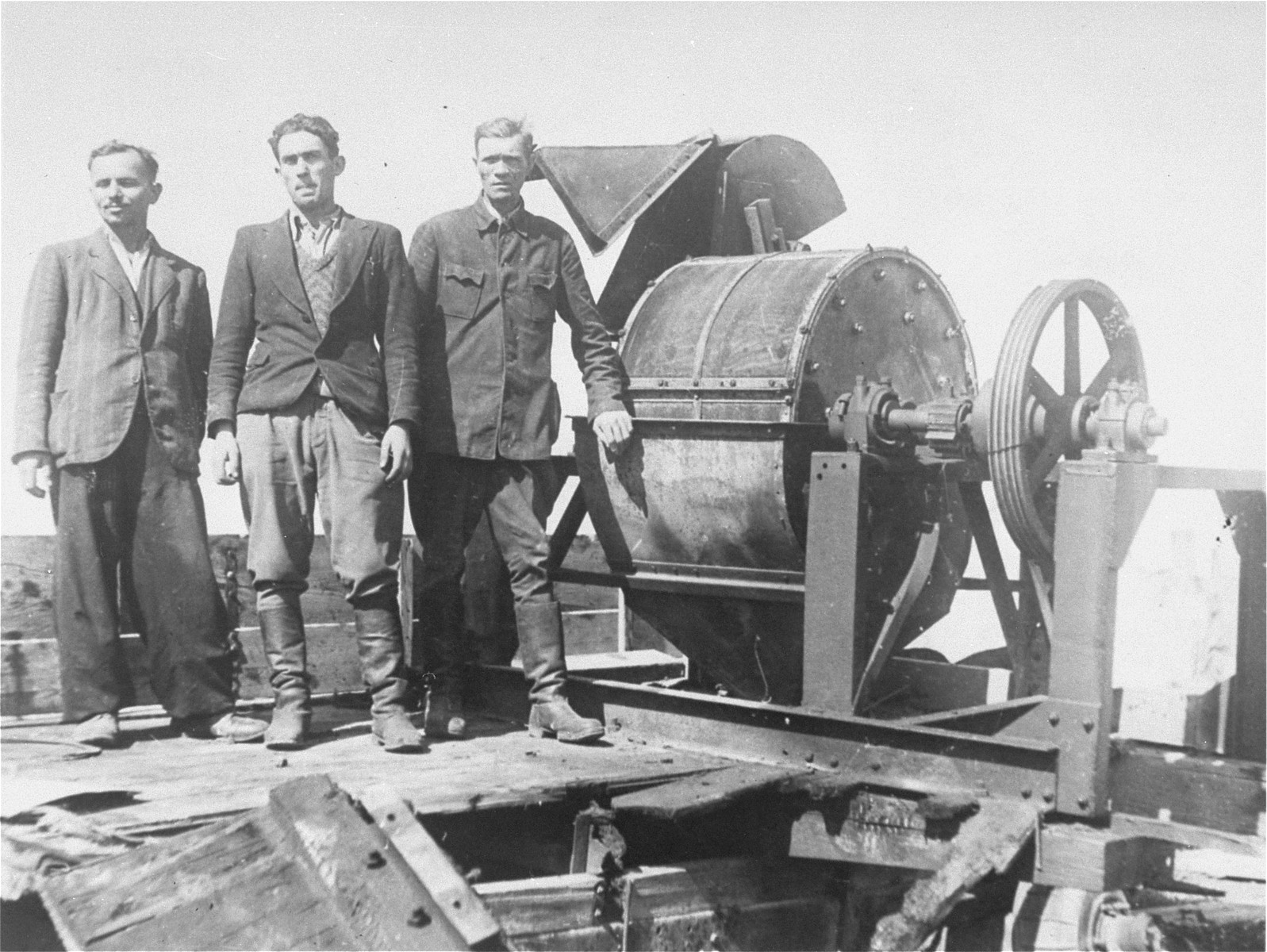
Ehemalige Zwangsarbeiter der Sonderaktion 1005 demonstrieren die Funktion einer Knochenmühle im Zwangsarbeitslager Lemberg-Janowska, August 1944.

Als die Spuren der Ermordung der Juden im besetzten Polen beseitigt werden sollten, wurden dafür auch Knochenmühlen verwendet. Für die Zerkleinerung der Knochen der in der Tötungsanstalt Hartheim getöteten und anschließend verbrannten Opfer setzte man eine elektrische Knochenmühle ein.

## Bestattungswesen
Nach der Kremierung von Leichen verbleiben z. B. Knochen. Nachdem große metallische Bestandteile (z. B. künstliche Gelenke) ausgesondert wurden, werden die verbliebenen Überreste in einer Trommel durch große Stahlkugeln zu Totenasche zerkleinert, die danach in Urnen abgefüllt werden kann.

## Medizin
Wenn körpereigenes Knochenmaterial während einer Operation zerkleinert und wiederverwendet werden soll, kommen chirurgische Knochenmühlen zum Einsatz.

## Begriffsübertragung
- Die zeitgenössische Beschreibung der außerordentlich verlustreichen Schlacht um Verdun (1916) als „Knochenmühle“ hat sich bis heute im Sprachgebrauch gehalten.
- Der Volksmund verwendet gelegentlich die Bezeichnung „Knochenmühle“ für Orte, an denen sehr anstrengende Arbeit geleistet wird.[7]
- Im Volksmund als Knochemiehl (Knochenmühle) wurden auch die Triebwagen der ersten kommerziellen deutschen Straßenbahn-Linie der Frankfurt-Offenbacher Trambahn-Gesellschaft (FOTG) bezeichnet. Der Antrieb über Zahnräder, die Spurweite von 1000 mm, die aus Holz gefertigten Räder mit Radreifen aus Stahl und die fehlende Federung führten zu unruhigen Laufeigenschaften und der Bezeichnung Knochemiehl.